# Salomon Duran
Pour les articles homonymes, voir Duran.
Le Rav Salomon Duran (hébreu : שלמה בן שמעון דוראן Shlomo ben Shimon Duran, abrégé רשב"ש, Rachbach), est une autorité rabbinique médiévale du XVe siècle (Alger, 1400 - 1467), et l'un des principaux artisans de la renaissance culturelle du judaïsme algérien.

## Éléments biographiques
Salomon Duran descend d'une vieille famille judéo-provençale émigrée à Palma de Majorque, puis à Alger, où son père, Shimon ben Tsemah Duran, exerce le rabbinat.
Il se familiarise dans sa jeunesse avec le Talmud et la littérature rabbinique, manifestant un scepticisme affiché envers la Kabbale.

## Œuvre
Le Rachbach a rédigé, comme son père, de nombreux responsa (Leghorn, 1742). Outre ceux-ci, il est d'auteur :
- d'une lettre, écrite en araméen talmudique, adressée à Nathan Najara de Constantine ; elle a été réimprimée séparément, avec un index des passages[1] ;
- d'une défense du Talmud, écrite en 1437 contre les attaques lancées par le Juif converti Geronimo de Santa Fé lors de la disputation de Tortosa (1414) ; elle est parue sous le titre de Milhemet Hova, et sous celui de Setirat Emounat haNotzrim, après la seconde partie du Keshet ouMaguen de son père, publiée à Leipzig en 1856 ;
- d'un traité intitulé Tikkoun Soferim, qui a fréquemment été attribué à son père ; il est imprimé en appendice au Yavin Shmoua (Leghorn, 1744) ;
- d'une élégie, préservée en manuscrit.

## Source
Cet article contient des extraits de l'article « DURAN » par Meyer Kayserling, M. Seligsohn, H. Brody & Richard Gottheil de la Jewish Encyclopedia de 1901–1906 dont le contenu se trouve dans le domaine public.